# L'équilibre (single)
L'équilibre is een nummer van de Franse band Kyo uit 2014. Het is de tweede single van hun gelijknamige vierde studioalbum.
"L'équilibre" gaat over een giftige relatie die op de klippen is gelopen. Het nummer werd een bescheiden hit in Frankrijk, waar het de 44e positie haalde.

## Tracklijst
- Muziekdownload

1. "L'équilibre" - 4:33